# Walia na Igrzyskach Imperium Brytyjskiego 1934
Walia wystartowała na Igrzyskach Imperium Brytyjskiego w 1934 roku w Londynie jako jedna z 16 reprezentacji. Była to druga edycja tej imprezy sportowej oraz drugi start walijskich zawodników. Reprezentacja zajęła ósme miejsce w generalnej klasyfikacji medalowej igrzysk, zdobywając 3 srebrne i 3 brązowe medale. Walijczycy startowali w lekkoatletyce, boksie, skokach do wody, pływaniu oraz bowls.

## Medale
| Dyscyplina | Złoto | Srebro | Brąz | Razem |
| ---------- | ----- | ------ | ---- | ----- |
| Boks       | –     | 3      | 1    | 4     |
| Bowls      | –     | –      | 1    | 1     |
| pływanie   | –     | –      | 1    | 1     |
| Razem      | 0     | 3      | 3    | 6     |

## Medaliści
Boks
- Albert Barnes – waga kogucia
- J.D. Jones – waga piórkowa
- Frank Taylor – waga lekka
- Jackie Pottinger – waga musza

 Bowls
- Thomas Davies, Stan Weaver – turniej par

 Pływanie
- Valerie Davies – 100 jardów stylem grzbietowym kobiet